# 40 Glocc
40 Glocc, właściwie Tory Gassway (ur. 16 grudnia 1979 w Galveston) – amerykański raper i aktor. Bardziej znany jako Big Bad 4-0, wcześniej jako 40 Glocc.

## Życiorys
Tory Gassway urodził się 16 grudnia w Galveston, w stanie Teksas. W wieku ośmiu lat, razem z matką zmieniał miejsce zamieszkania, aż w końcu na stałe osiedlił się w dzielnicy Inland Empire w mieście Colton. Tam wstąpił do lokalnego gangu Crips – Colton City Crips. W 1997 wspólnie z przyjaciółmi zajął się muzyką rap. Nagrywali wspólnie i jako grupa Zoo Crew w tym samym roku wydali album pt. Migrate, Adapt or Die.
Glocc negocjował kontrakt z wytwórnią Empire Musicwerks, która była zależna od BMG. Po podpisaniu kontraktu Gassway w 2002 roku rozpoczął nagrywanie debiutanckiego albumu. Rok później ukazał się on pod tytułem The Jakal. Muzyka wspomogli Tray Dee, Ras Kass, Kurupt, czy Spice 1. Płyta została wyprodukowana między innymi przez producenta Dr. Dre. Wkrótce potem raper rozstał się z wytwórnią. Jego menadżer pomógł mu zdobyć kontrakt z wytwórnią Infamous Records, której założycielami byli członkowie duetu Mobb Deep. Następnie ten zespół połączył się z G-Unit Records, a z nimi 40 Glocc.
W oczekiwaniu na drugi album, w 2011 roku ukazał się mixtape zatytułowany C.O.P.S: Crippin' On Public Streets, który był dostępny jedynie w formie digital download.
Od 2003 do 2011 roku pracował nad drugim studyjnym albumem pt. New World Agenda. Został wydany 31 stycznia 2012 roku nakładem kilku wytwórni Zoo Life Entertainment, Infamous Records, G-Unit Records, G-Unit West i Fontana. Na płycie znajduje się 15 utworów, wśród których wystąpili między innymi Three 6 Mafia, Paul Wall, Prodigy, Cee-Lo Green czy Twista. Na albumie nie znalazł się singiel pt. "Welcome 2 California" w którym wystąpili E-40, Snoop Dogg, Too $hort i Xzibit.

## Dyskografia

### Albumy studyjne
- The Jakal (2003)
- New World Agenda (2012)

### Albumy wspólne
- Migrate, Adapt or Die (1997, z Zoo Crew)
- Concrete Jungle (2009, z Zoo Life)
- Graveyard Shift (2011, z Spider Loc)

### Inne
- C.O.P.S: Crippin' On Public Streets (2011)